# Astronomisch coördinatenstelsel
Een astronomisch coördinatenstelsel is een stelsel van twee coördinaten op een boloppervlak dat wordt gebruikt in de astronomie om de positie van een hemellichaam aan de hemelbol weer te kunnen geven. Tenzij hieronder anders aangegeven gaat het om de richting vanuit het middelpunt van de Aarde, dus geocentrisch. Afhankelijk van de afstanden waarop de beschouwde hemellichamen zich bevinden, en de gewenste nauwkeurigheid, kan het verschil met de richting vanuit een punt op het oppervlak van de Aarde overigens verwaarloosbaar zijn. Tenzij anders aangegeven wordt ook daarvan hieronder uitgegaan, en wordt verder de Aarde bolvormig geacht.
Er kunnen hiervoor meerdere coördinatenstelsels worden gebruikt:
- het horizontale coördinatenstelsel op basis van het locale horizontale vlak van de waarnemer
- het equatoriale coördinatenstelsel op basis van het vlak van de evenaar
- het ecliptische coördinatenstelsel op basis van het eclipticavlak
- het galactische coördinatenstelsel op basis van het vlak van het Melkwegstelsel

## Hemelbol
De sterrenhemel kan worden gemodelleerd als bol met een zeer grote schaal, de hemelbol, met als middelpunt dat van de Aarde. Elk punt van de bol correspondeert 1 op 1 met een richting vanaf de Aarde.
De aardrotatie heeft een periode van een siderische dag of een sterrendag (die onderling 8 ms verschillen door de precessie) die afgerond allebei gelijk zijn aan 23 uur, 56 minuten en 4,1 seconden (de rotatiesnelheid is 15,04107° per uur). Kijkend langs de aardas in de richting van de Noordpool draait de Aarde met de klok mee. De snijpunten van de aardas met de hemelbol worden de noordelijke en zuidelijke hemelpool genoemd. Relatief ten opzichte van een stilstaande Aarde veroorzaakt dit (naast de eventuele andere echte en schijnbare bewegingen van hemellichamen) als schijnbare dagelijkse beweging (sdb) een draaiing om dezelfde as met dezelfde periode, maar in omgekeerde richting, dus kijkend in de richting van de noordelijke hemelpool tegen de klok in.
Doordat de aarde om de zon draait, lijkt ook deze een rotatie rond de aarde te maken. Deze schijnbare jaarlijkse beweging (sjb) heeft een periode van een jaar.
Het vlak van de hemelevenaar of -equator HQ valt samen met het vlak van de evenaar. De hemelevenaar maakt een hoek van 23,5° met de ecliptica of schijnbare zonsweg.
De hemelevenaar en de ecliptica snijden elkaar in twee punten. Een daarvan is het punt dat de zon passeert van zuid naar noord, het lentepunt.

Het horizontale coördinatenstelsel; de ware hoogte Hw en het azimut T van een hemellichaam.

Het equatoriale coördinatenstelsel; declinatie, GHA, SHA en LHA van een hemellichaam.

Het ecliptische coördinatenstelsel; de ecliptische breedte β en lengte λ van een hemellichaam.

## Parallax
Parallax is het verschijnsel dat de schijnbare positie van een voorwerp ten opzichte van een ander voorwerp en/of de achtergrond varieert als het vanuit verschillende posities bekeken wordt.
De mate waarin een ster (anders dan de Zon) schijnbaar verschuift wanneer hij wordt waargenomen vanuit twee tegenover elkaar gelegen punten van de aardbaan is kleiner dan 1 boogseconde. In gevallen waarin een hoge nauwkeurigheid niet nodig is, is het voor de schijnbare positie van de ster dus niet relevant waar op Aarde een waarneming wordt gedaan, en zelfs niet waar in de aardbaan.
Daarentegen maakt het natuurlijk een groot verschil voor de schijnbare positie van een hemellichaam in het Zonnestelsel of wordt uitgegaan van een waarneming vanaf de Aarde of vanaf de Zon.

## Horizontale coördinatenstelsel
In het horizontale coördinatenstelsel correspondeert een coördinatenpaar met een richting die voor de waarnemer op Aarde vast is, als het ware verankerd in, en dus meedraaiend met, de Aarde. Het stelsel hangt af van de locatie van de waarnemer. De plaatselijke verticaal gaat door de positie van de waarnemer met aan het uiteinde twee punten; recht boven de waarnemer bevindt zich het zenit of toppunt T en recht daaronder het nadir of voetpunt V. Loodrecht op de plaatselijke verticaal staat de ware horizon, het basisvlak van dit stelsel. De geografische breedte van de waarnemer komt overeen met de poolshoogte (boog HT en boog PnN).
Men kan zich bij het horizontale coördinatenstelsel al of niet beperken tot het beschouwen van het deel van de hemelbol boven de horizon.
De coördinaten van een hemellichaam zijn weer te geven als de hoek met de ware horizon, de ware hoogte Hw, en met het noorden, het azimut T. Het azimut is positief over het oosten en negatief over het westen. De ware peiling WP komt overeen met T over het oosten, over het westen moet er 360° bij op worden geteld.
De ware hoogte is vast te stellen met een sextant en het toepassen van de hoogtecorrecties, het azimut met een kompas en een peiltoestel.

## Equatoriale coördinatenstelsel met declinatie en uurhoek
Het equatoriale coördinatenstelsel met declinatie en uurhoek is een tijdsonafhankelijke coördinatentransformatie van het horizontale coördinatenstelsel. Ook in dit stelsel correspondeert een coördinatenpaar met een richting die voor de waarnemer op Aarde vast is, als het ware verankerd in, en dus meedraaiend met de Aarde.
Het basisvlak is het vlak van de evenaar, dat de hemelbol snijdt in de hemelequator. De declinatie (boog A★ in de figuur) duidt de positie van het object ten noorden (+) of ten zuiden (−) van de hemelequator aan. Dit is de breedtegraad van het punt op Aarde dat de loodrechte projectie op de Aarde is van het betreffende punt aan de hemel. Dit punt op Aarde beweegt door de draaiing van de Aarde over een breedtecirkel, de breedtegraad ervan wordt er dus niet door beïnvloed. De declinatie van een hemellichaam verandert dus niet met de sdb.
De andere coördinaat, de uurhoek, wordt uitgedrukt in uren, minuten en seconden, lopend van 0 tot 24 uur, en neemt toe in westelijke richting. Door de sdb in dezelfde richting neemt de uurhoek van een hemellichaam per tijdsduur van 23 uur, 56 minuten en 4,1 seconden (een sterrendag) 24 uur toe, of anders gezegd: door de sdb neemt de uurhoek van een hemellichaam per uur sterrentijd een uur toe.
Voor het nulpunt van de uurhoek, dus de meridiaan van waar wordt gerekend, zijn er de volgende varianten:
- Ten opzichte van de meridiaan van Greenwich: GHA (Greenwich Hour Angle). Deze meridiaan draait met de Aarde mee. Aangezien GHA alleen afhankelijk is van de tijd, is deze eenvoudig in tabelvorm weer te geven, bijvoorbeeld in een nautische almanak, te gebruiken voor astronavigatie.
- Ten opzichte van de hemelmeridiaan, de meridiaan van de waarnemer C, wordt deze aangeduid als LHA (Local Hour Angle).

## Equatoriale coördinatenstelsel met declinatie en rechte klimming
In het equatoriale coördinatenstelsel met declinatie en rechte klimming (RK) verandert ook de tweede coördinaat van een hemellichaam niet met de sdb, doordat deze als referentiemeridiaan niet een meridiaan op Aarde heeft, maar een meridiaan op de hemelbol ten opzichte waarvan de sterren min of meer een vaste positie hebben. Ten opzichte van het punt Ram of Ariës , ook wel lentepunt genoemd, wordt deze aangeduid als de rechte klimming. Het correspondeert met wat een waarnemer zou zien die zelf niet om de aardas draait. Of nog anders bekeken: het coördinatenstelsel draait mee met de sdb. Tenzij anders aangegeven is dit het equatoriale coördinatenstelsel. Voor het publiceren van de positie aan de hemelbol van hemellichamen buiten het Zonnestelsel is dit het gebruikelijke coördinatenstelsel. De coördinaten daarvan veranderen heel langzaam, die van hemellichamen in het Zonnestelsel sneller. Voorbeeld: Alnilam heeft de coördinaten −1° 12' 7" (DEC), 5u 36m 12,8s (SHA, Epoche 2000).
Een complicerende factor voor de positiebepaling van objecten aan de hemel is de precessie, een beweging van de aarde, en de eigenbeweging van de sterren. Handboeken, sterrenkaarten en catalogi geven dan ook de periode (Epoche) aan waarin de coördinaten gelden.

## Ecliptische coördinatenstelsel

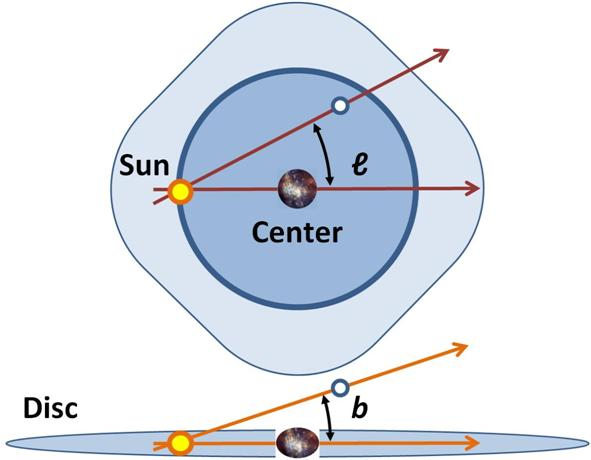
Galactische coördinaten

Het ecliptische coördinatenstelsel is ten opzichte van het ecliptisch vlak en hier bestaan de coördinaten van een hemellichaam uit de ecliptische of astronomische breedte β en lengte λ. De lengte wordt uitgedrukt ten opzichte van het lentepunt (punt Ariës) in de richting van de schijnbare jaarlijkse beweging. Door de precessie van de equinoxen schuift het lentepunt 30 graden per 2148 jaar op en daarom staat het punt Ariës tegenwoordig niet meer in het gelijknamige sterrenbeeld Ariës (Ram) maar in Vissen (Pisces).

## Galactische coördinaten
Galactische coördinaten zijn zo gedefinieerd dat de galactische lengte (l) 0 is in de richting van het galactisch centrum en de galactische breedte (b) 0 is in het vlak van de Melkweg. De gebruikte coördinaten van dit nulpunt zijn rechte klimming 17h 45m 37,224s, declinatie −28° 56′ 10,23″ (J2000).

## Overzicht
| Eerste cirkel | horizon          | hemelequator             | hemelequator             | ecliptica                                      | galactische equator                      |
| Polen | zenit, nadir     | hemelpolen               | hemelpolen               | eclipticapolen                                 | galactische polen                        |
| Tweede cirkel | verticale cirkel | uur- of declinatiecirkel | declinatie- of uurcirkel | breedtecirkel                                  | galactische breedtecirkel                |
| "Breedtecoördinaat" | hoogte           | declinatie               | declinatie               | breedte                                        | galactische breedte                      |
| "Lengtecoördinaat" | azimut           | uurhoek                  | rechte klimming          | lengte                                         | galactische lengte                       |
| De coördinaten van het deel van de hemel dat vanaf een bepaald waarnemingspunt zichtbaar is, zijn onafhankelijk van de schijnbare dagelijkse beweging | ✓                | ✓                        | -                        | -                                              | -                                        |
| De "breedtecoördinaat" van een hemellichaam is onafhankelijk van de schijnbare dagelijkse beweging                                                    | -                | ✓                        | ✓                        | ✓                                              | ✓                                        |
| De "lengtecoördinaat" van een hemellichaam is onafhankelijk van de schijnbare dagelijkse beweging                                                     | -                | -                        | ✓                        | ✓                                              | ✓                                        |
| Opmerkingen |                  |                          |                          | verschijnselen in verband met het Zonnestelsel | verschijnselen in verband met de Melkweg |